# تونینگن
تونینگن (به آلمانی: Tuningen) یک شهر در آلمان است که در شوارتسوالد-بار واقع شده‌است. تونینگن ۲٬۹۱۴ نفر جمعیت دارد.

## خواهرخوانده
شهر کامولی خواهرخواندهٔ تونینگن هست.